# Johan Verminnen
Johan Verminnen, né le 22 mai 1951 à Wemmel, est un chanteur belge néerlandophone.

## Discographie
- 2005 : Hartklop
- 2003 : Tegenlicht (Album)
- 2001 : Swingen tot Morgenvroeg
- 1999 : Vroeger en Later
- 1999 : Het beste van Johan Verminnen
- 1998 : Marin d'eaux douces
- 1996 : Suiker en zout
- 1994 : Alles leeft
- 1993 : Zeven levens
- 1991 : Volle maan
- 1989 : Mooie Dagen - 20 Jaar Liedjes (Album)
- 1987 : Traag is mooi
- 1984 : Melancholie
- 1983 : Tweemaal woordwaarde
- 1981 : Ik voel me goed
- 1979 : Als mijn gitaar me helpt
- 1977 : Live
- 1976 : Stilte als refrein
- 1975 : Verminnen Verzameld
- 1974 : Elle chante na na na
- 1973 : Ze zingt nanana
- 1970 : Johan Verminnen